# Pintor de Sótades

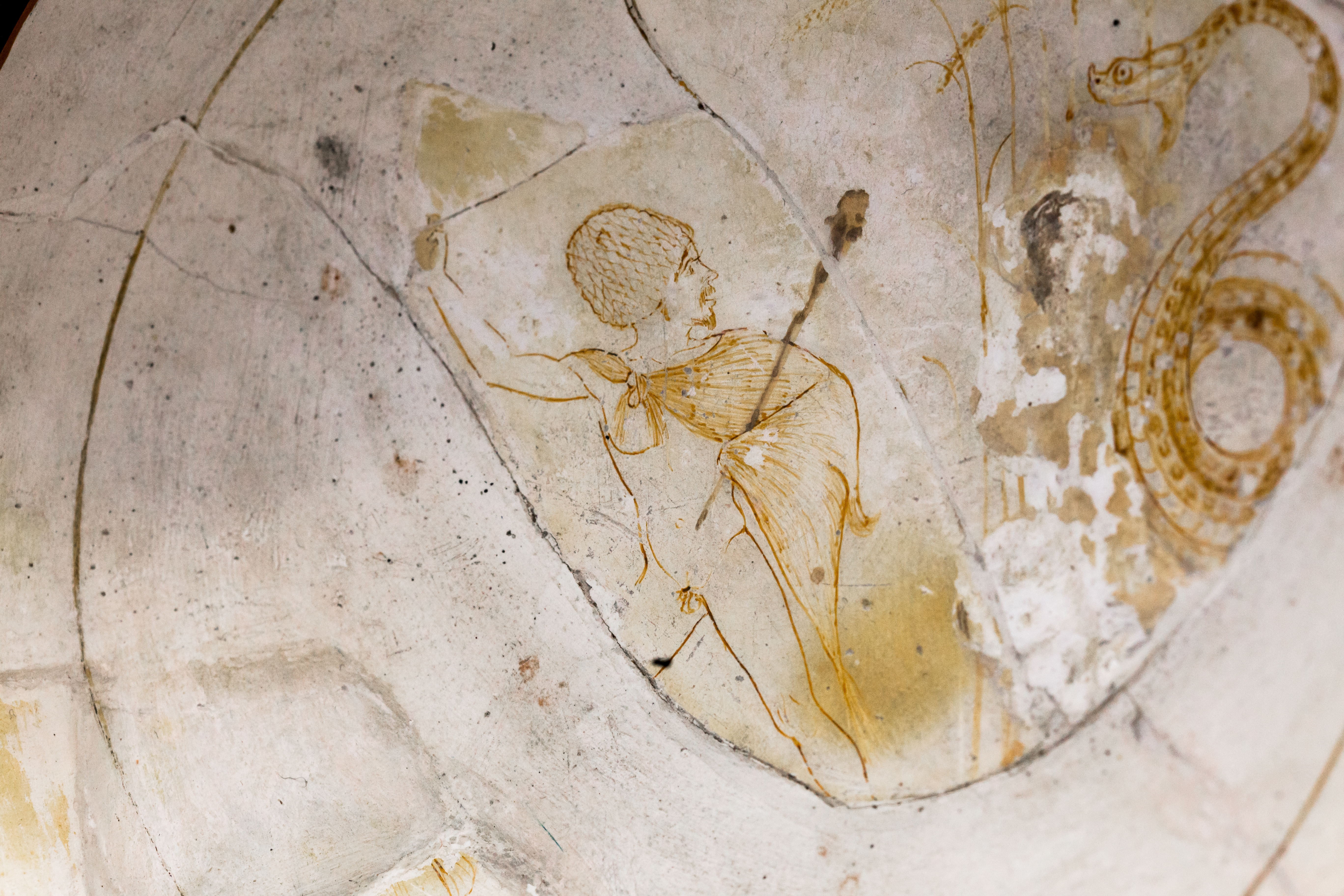
Kílix ático pintado con la técnica de fondo blanco del Pintor de Sótades, c. 460 a. C., Museo Británico 1892, 0718.3, Londres.

Pintor de Sótades es el nombre convenido de un pintor de vasos áticos activo a mediados del siglo V a. C.

El pintor de Sótades, uno de los artistas más importantes de la Grecia clásica, recibió su nombre en honor al alfarero ateniense Sótades, conocido por su  firma (Sotades epoiesen o epoeie – ‘hechas’) en los vasos en cuyo taller trabajó. Su firma con el verbo egrafsen – ‘pintado’ no se ha encontrado hasta el día de hoy. Las obras de este pintor se encuentran en una amplia gama de formas cerámicas, decoró varios ritones, vasos con partes modeladas (por ejemplo, un ritón con una esfinge,  (Museo Británico 1873,0820.265, Londres), también cerámica de figuras rojas astrágalo (Museo Británico 1860,1201.2), que representa a un hombre con un grupo de mujeres bailando. Su obra también incluye un conjunto único de kílices con pinturas sobre fondo blanco, descubierto en una tumba ateniense, ahora expuesto en el Museo Británico de Londres. El pintor decoró estos vasos con dibujos y colores particularmente delicados. Uno de estos ritones (Museo Británico 1892, 0718.1) muestra en su interior (tondo) una ninfa con un vestido translúcido que alcanza una manzana en un árbol interpretada como las Hésperis, guardiana de las manzanas doradas de las Hespérides que otorgaban la inmortalidad a aquellos (como Heracles) que las recogían. En el segundo kílix (Museo Británico 1892, 0718.2) se representa una escena sobre Poliído y Glauco. Poliído revive al niño con una hierba tras presenciar cómo la serpiente revive a su pareja de esta manera. En esta pintura del vaso, el pintor de Sótades rompe la barrera del ser. Tanto Poliído como Glauco están vivos, agazapados en el suelo de guijarros de un montículo marcado en la superficie por un trípode, observando a las serpientes descender. Poliído, con un garrote en la mano derecha levantada, está listo para atacar a las serpientes, pero se ha detenido a observarlas. Aquí, el pintor ofrece una vista del montículo como si fuera hueco y transparente, lo cual, por supuesto, es imposible.En otro (Museo Británico 1892,0718.3) solo se conservan fragmentos de la escena original (en el tondo). La escena muestra a un hombre en el centro siendo atacado por una serpiente monstruosa que emerge de entre los juncos de la derecha. Una nube de llamas o vapor emana de la boca abierta de la serpiente. El hombre está desnudo, salvo por una capa de piel de animal atada a los hombros y un gorro con forma de colmena en la cabeza. Mantiene una postura defensiva, con la mano izquierda envuelta en la capa para protegerse el costado, mientras que la derecha sostiene lo que parece ser una piedra. Aunque la colorida decoración (policromía) de estos vasos se ha desvanecido con el tiempo, todavía ofrecen cierta vivacidad (el pintor logra encontrar un sentido especial de frescura y humanidad incluso en temas de míticos).
Fue uno de los pioneros de la llamada decoración en relieve (utilizando un "sello" de terracota moldeada), que apareció por primera vez en Atenas justo antes de mediados del siglo V a. C. Los ornamentos  generalmente consisten en motivos pequeños y sencillos, como rosetas, círculos concéntricos, palmetas,  o una especie de lengüetas. La decoración estampada suele aparecer en el interior de los recipientes para beber (el Pintor de Sótades decoró unos diez con esta técnica).

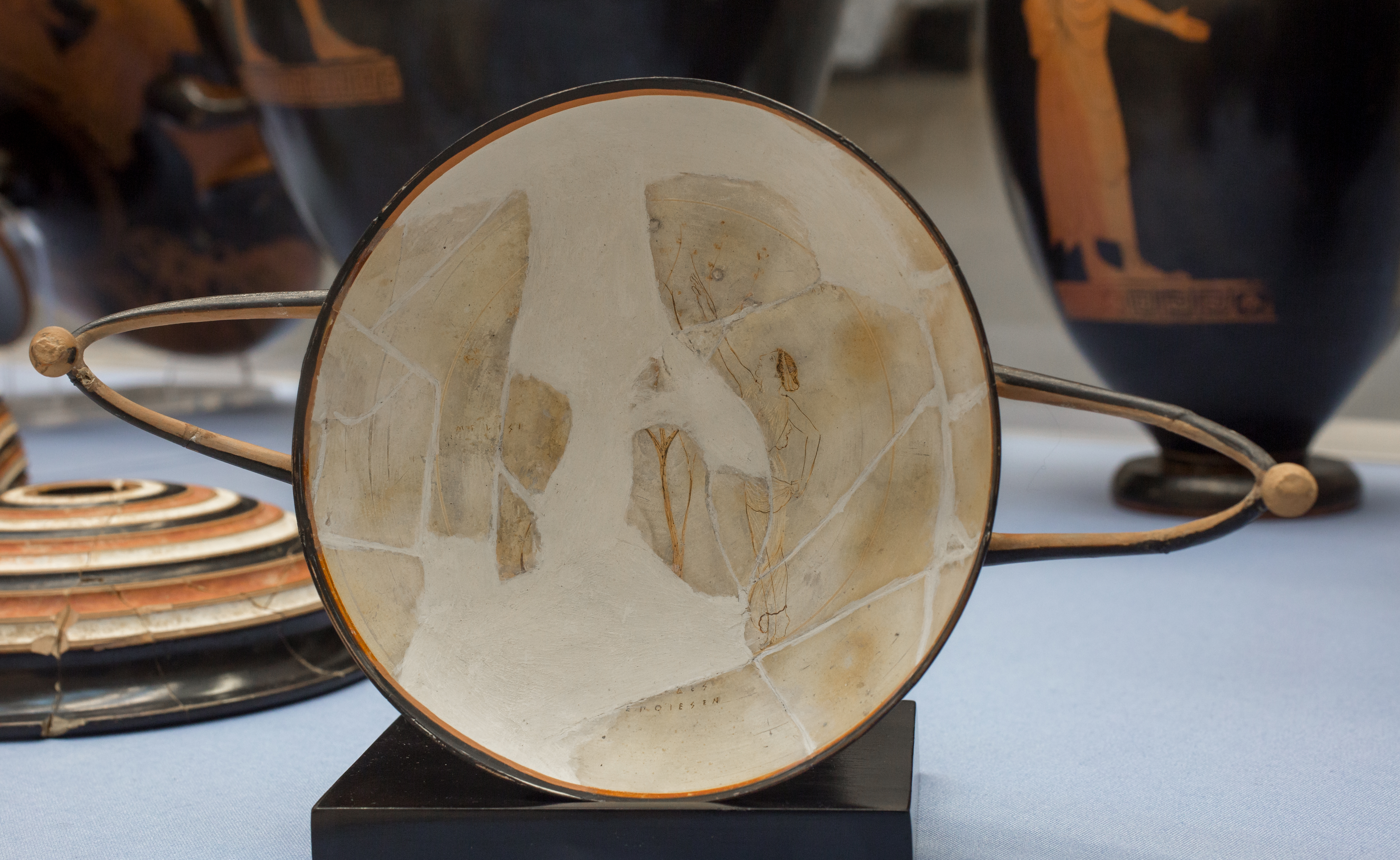
Kílix ático pintado con la técnica de fondo blanco, probablemente representando a Hésperis alcanzando una manzana, Museo Británico 1892,0718.1, Londres.
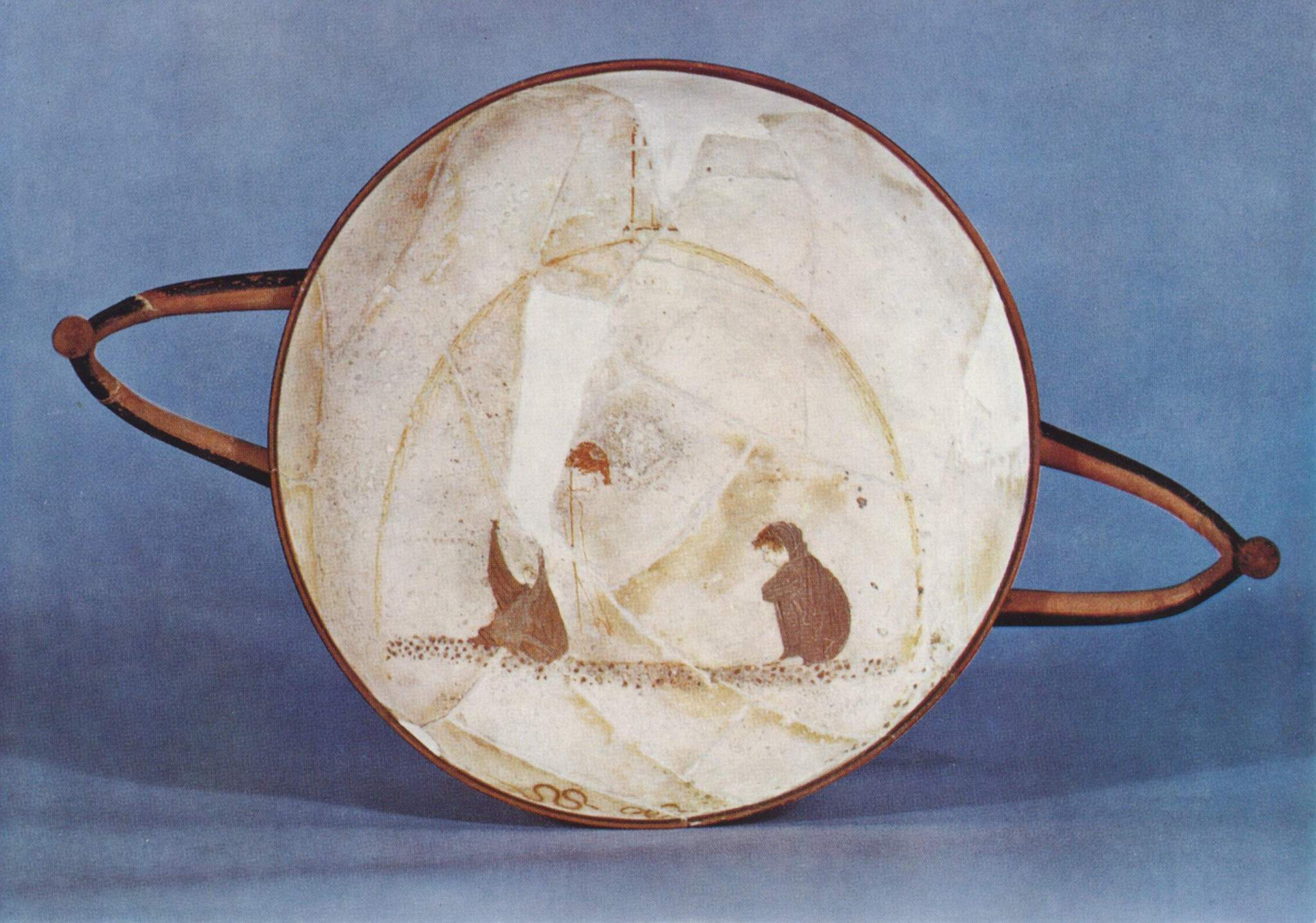
Cílix ática con pintura sobre fondo blanco que representa a Poliído y Glauco, hijo de Minos, Museo Británico 1892,0718.2, Londres
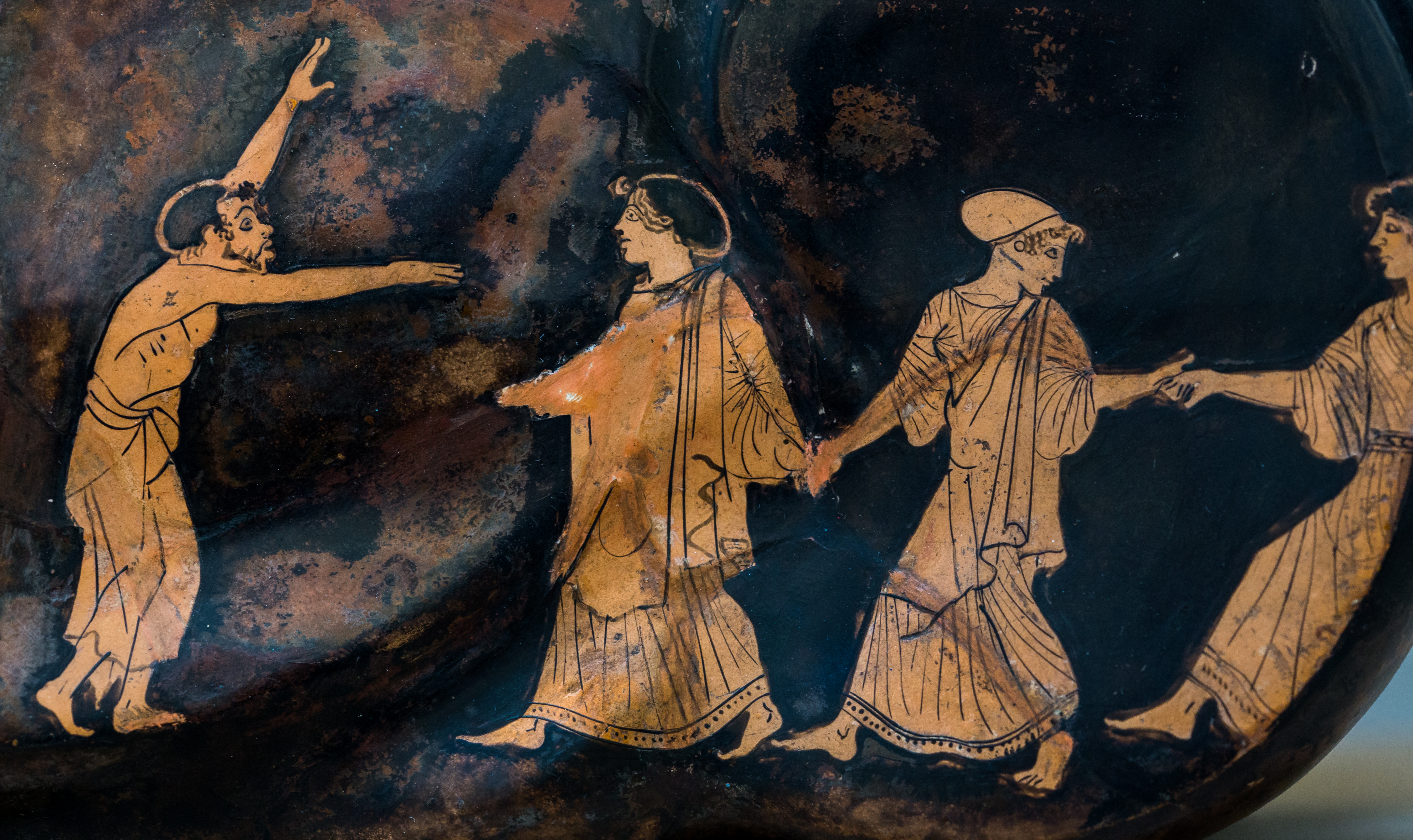
Ástragalo de figuras rojas, que representa a un hombre y mujeres bailando, Museo Británico 1860,1201.2, Londres
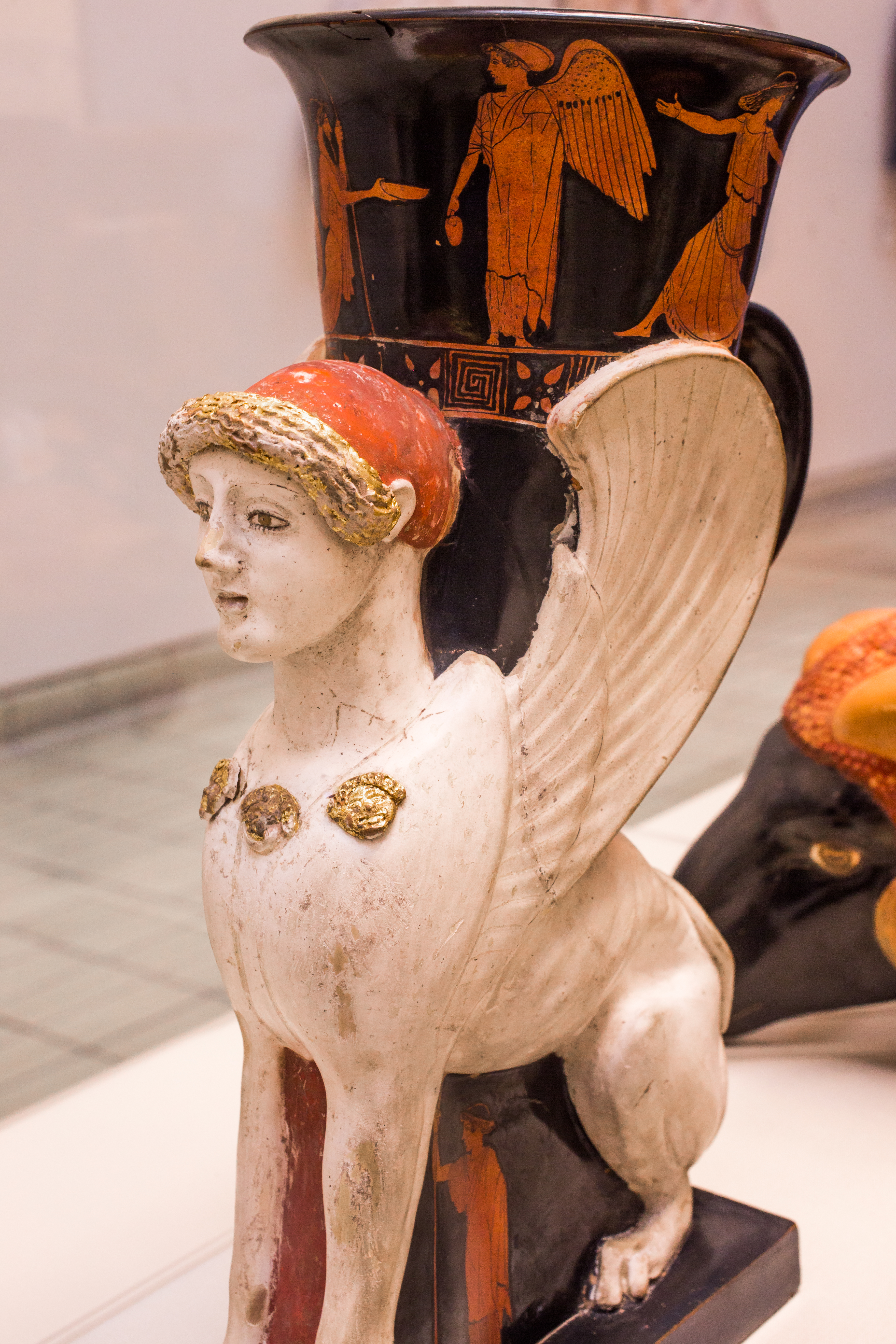
Ritón ático de figuras rojas (en forma de esfinge), la pintura representa a Nike con un enócoe y las hijas de Cécrope I, Museo Británico 1873,0820.265, Londres
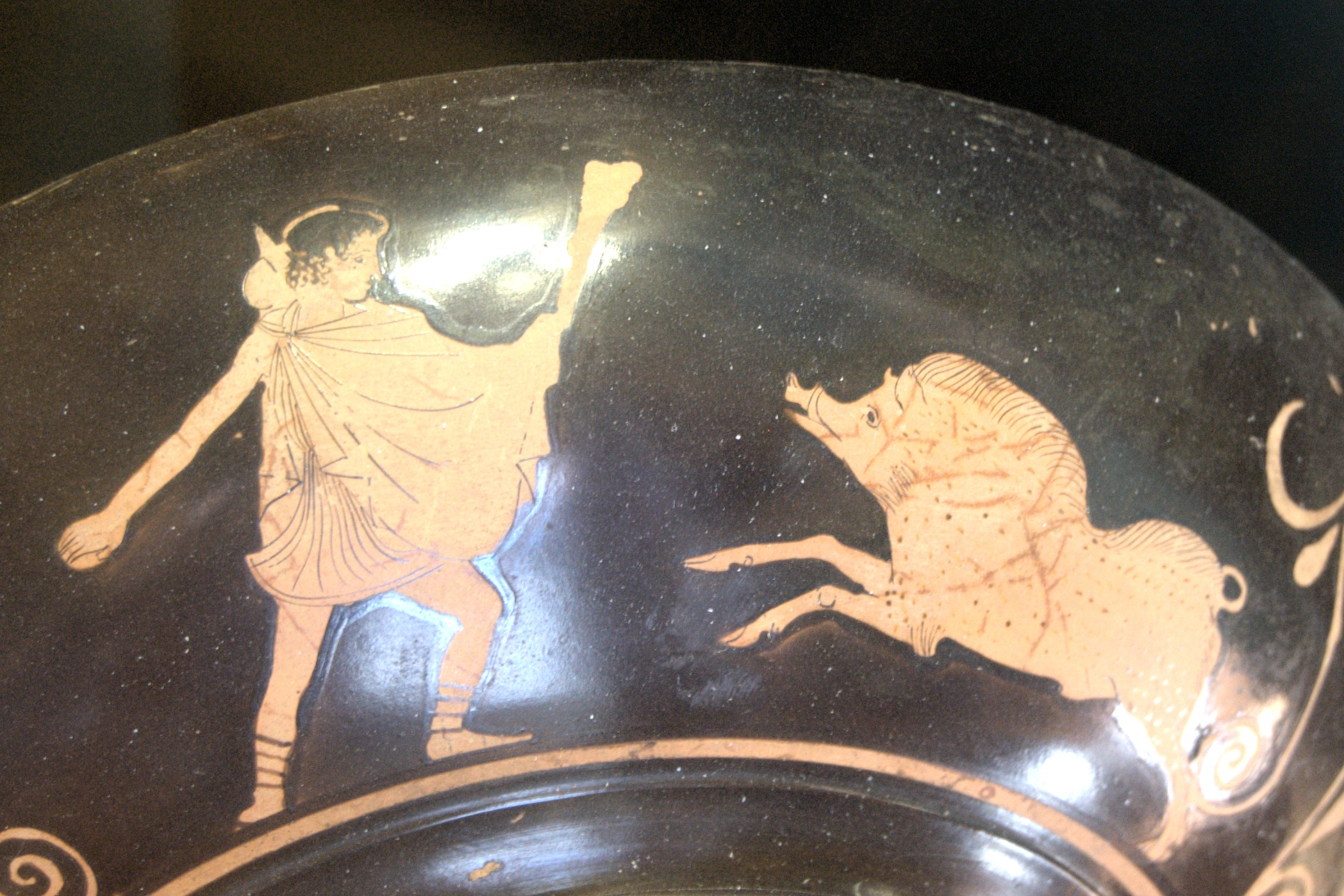
Kílix ático de figuras rojas, Teseo y la cerda de Cromión , c. 450 a. C., Museo del Louvre G637, París.